# Engenharia de produto
A engenharia de produto se refere a engenharia que projeta e melhora produtos de produção seriada tais como peças, conjuntos montados, aparelhos ou sistemas de modo que seja produzido por algum processo de manufatura de produção. A engenharia de produto geralmente envolve atividades que lidam com questões de custo, produtibilidade, qualidade, desempenho, confiabilidade, capacidade de manutenção, vida útil prevista e recursos do usuário. Essas características de produto são geralmente buscadas na tentativa de tornar o produto resultante atraente para o mercado pretendido e um contribuinte bem-sucedido para os negócios da organização que pretende oferecer o produto a esse mercado. Inclui design, desenvolvimento e transição para a fabricação do produto. O termo abrange o desenvolvimento do conceito do produto e o design e desenvolvimento de seus componentes mecânicos, eletrônicos e de software. Após a conclusão do projeto e desenvolvimento inicial, normalmente se entrega desenhos, lista de peças (BOM) e especificações técnicas do produto, fazendo a transição para fabricá-lo em volume.
Por exemplo, a engenharia de produto de um veículo inclui definir a combinação de especificações, desenhos protótipos e de cotação, desenhos de produção. Deve harmonizar com o estilo, atingimento das metas de custo, ergonomia e requisitos técnicos que atendam os requisitos de manufatura e as expectativas dos clientes .
Engenharia de produto é um ramo de engenharia que lida com os aspectos de projeto e manufatura de um produto.

## Área de responsabilidade
- Os engenheiros de produto é responsável para especificar tecnicamente um projeto que atenda a expectativas do cliente, custo objetivo e volume,
- Identificar e realizar medidas para melhoria de rendimento, atendimento de teste e métodos de custo-benefício do produto,
- Definir plano de qualificação e realizar análise de viabilidade.

Os engenheiros de produto são a interface técnica entre a equipe comercial e o lado da produção, especialmente após a fase de desenvolvimento e as qualificações, para atendimento de alto volume de produção.
Os engenheiros de produto melhoram a qualidade do produto e garantem a confiabilidade do produto equilibrando o custo dos testes e a cobertura dos testes. Eles oferecem suporte à solicitação de análise de falha dos clientes.

## Conhecimento e habilidades
O trabalho exige que o engenheiro de produto tenha um conhecimento prático de:
- Métodos e ferramentas estatísticas
- Processo de manufatura
- Implementação de software, hardware e sistemas
- Confiabilidade e qualificação do produto
- Métodos de análise física
- CAD e programas de simulação
- Tecnologia específica
- Conhecimento profundo do produto
- Metodologia de trabalho analítico e habilidades de resolução de problemas
- Conhecimento de Melhoria Contínua

## Ferramentas de trabalho
Um engenheiro de produto usará uma ampla gama de ferramentas e software, possivelmente incluindo: AutoCad, CATIA, PTC Creo, Solidworks, Unigraphics, Labview, JMP, DataConductor.